# كاساتيسما (بافيا)
كاساتيسما (بالإيطالية: Casatisma)‏ هي بلدة تقع في مقاطعة بافيا بإقليم لومبارديا في شمال إيطاليا. تبلغ مساحة هذه المدينة 5.5 (كم²)، وترتفع عن سطح البحر م، بلغ عدد سكانها 837 نسمة في عام 2004 حسب إحصاء المعهد الوطني للإحصاء.

## السكان
في سنة 1861 بلغ عدد السكان 1٬316 نسمة، وتطور العدد ليصل في سنة 2011 لـ 895 نسمة.
يظهر هذا المخطط البياني تطور النمو السكاني لـ كاساتيسما (بافيا)